# Gotor
Gotor ist ein nordspanischer Ort und eine Gemeinde (municipio) mit 306 Einwohnern (Stand: 2024) im Westen der Provinz Saragossa in der Autonomen Region Aragonien. Der Ort gehört zur bevölkerungsarmen Serranía Celtibérica.

## Lage und Klima
Der Ort Gotor liegt auf dem Nordufer des Río Aranda etwa 91 km (Fahrtstrecke) westlich der Provinzhauptstadt Saragossa in einer Höhe von ca. 600 m; die sehenswerte Stadt Calatayud befindet sich gut 43 km südlich. Das Klima ist gemäßigt bis warm; Regen (ca. 415 mm/Jahr) fällt mit Ausnahme der eher trockenen Sommermonate übers Jahr verteilt.

## Bevölkerungsentwicklung
| Jahr      | 1857 | 1900 | 1950 | 2000 | 2017 |
| Einwohner | 851  | 844  | 584  | 380  | 314  |

Die Mechanisierung der Landwirtschaft, die Aufgabe bäuerlicher Kleinbetriebe und der damit verbundene Verlust von Arbeitsplätzen führten seit Beginn des 20. Jahrhunderts zu einem deutlichen Rückgang der Landbevölkerung; diese wanderte in die kleineren und größeren Städte ab (Landflucht).

## Wirtschaft
Jahrhundertelang lebten die Bewohner des Ortes direkt oder indirekt als Selbstversorger von der Landwirtschaft, zu der auch die Viehhaltung gehörte. Heute gibt es zahlreiche Obstbäume und Gemüsefelder. Außerdem werden Ferienwohnungen (casas rurales) vermietet.

## Geschichte
Keltiberische, römische und westgotische Siedlungsspuren wurden bislang nicht entdeckt. Im 8. Jahrhundert drangen arabisch-maurische Heere bis ins obere Ebro-Tal vor; in Gotor lebte eine große Zahl von Muslimen. Um das Jahr 1120 wurde die Gegend von Alfons I. von Aragón zurückerobert (reconquista). Später war sie zwischen den Königreichen Aragón und Kastilien umstritten. Der Territorialstreit mit Kastilien endete erst mit der Eheschließung der Katholischen Könige Isabella I. von Kastilien und Ferdinand II. von Aragón im Jahr 1469. In den Jahren 1609 bis 1615 wurden alle Morisken erneut aufgefordert, sich öffentlich zum Christentum zu bekennen oder auszuwandern.

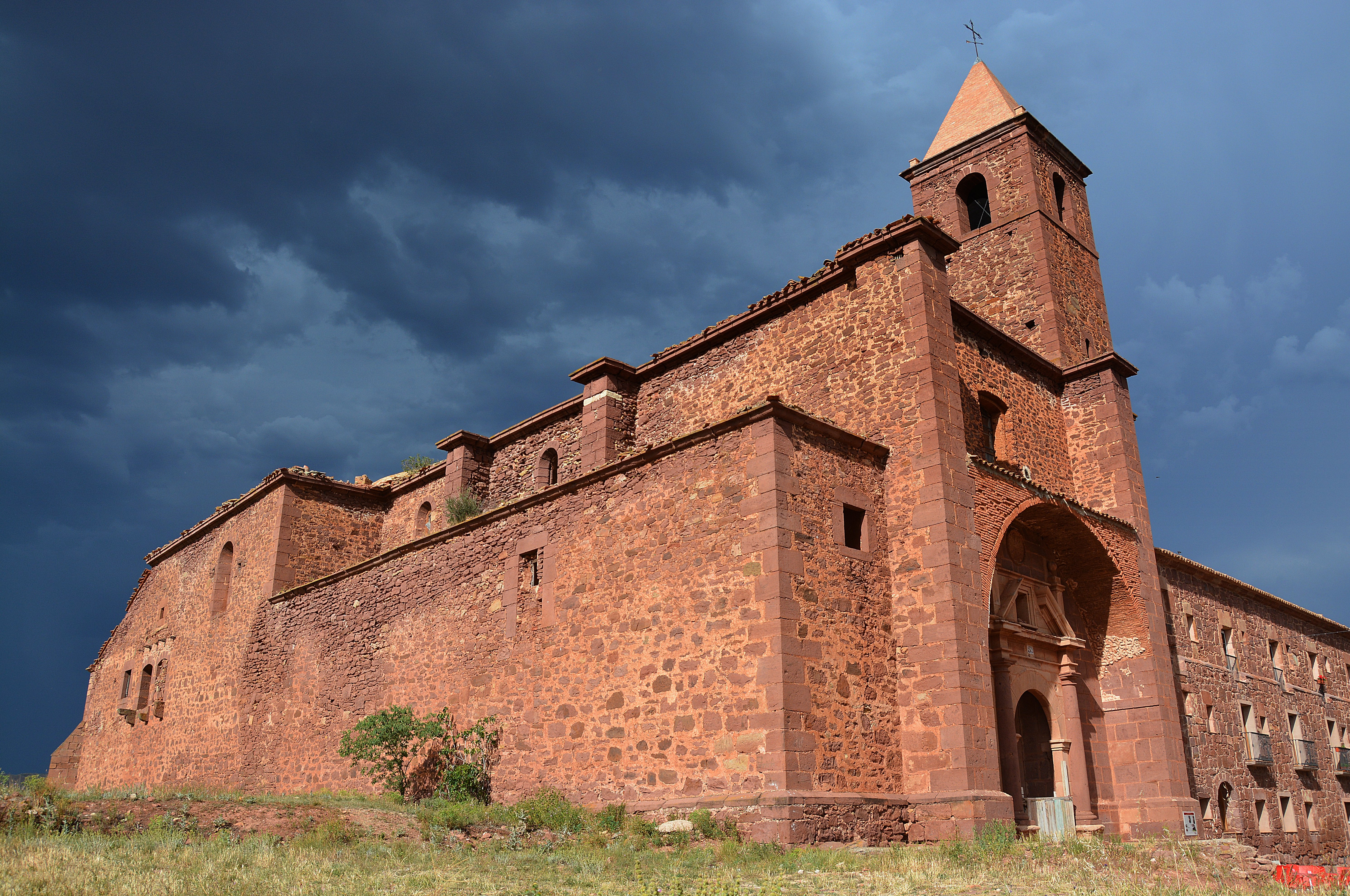
Gotor – Ex-Convento

## Sehenswürdigkeiten
- Eine in Ruinen liegende Burg (castillo) befindet sich etwas abseits des Ortes.[4]
- Die einschiffige Pfarrkirche Santa Ana stammt aus dem 17. Jahrhundert; sie wurde aus einer Mischung von Bruch-, Werk- und Ziegelsteinen errichtet. Der Glockenturm (campanar) stammt aus derselben Zeit.[5]
- Der im Jahr 1522 gegründete Dominikaner-Konvent (Ex-Convento de Santo Domingo) war zeitweise sogar eine päpstliche Universität. Im Rahmen der Auflösung des Kirchenbesitzes (desamortización) (um 1835) ging er in den Besitz der Gemeinde über und diente als Schule. Die Nebengebäude dienen heute als Hotel und Restaurant. Das Dach der Kirche (Nuestra Señora de la Consolación) ist bereits seit langem eingestürzt.[6]